# Moses Norris

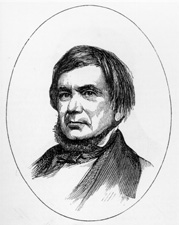
Moses Norris

Moses Norris Jr. (* 8. November 1799 in Pittsfield, Merrimack County, New Hampshire; † 11. Januar 1855 in Washington, D.C.) war ein US-amerikanischer Politiker (Demokratische Partei). Er vertrat den Bundesstaat New Hampshire in beiden Kammern des Kongresses.
Nach dem Besuch der öffentlichen Schulen und der Pittsfield Academy, einer Privatschule, graduierte Norris 1828 am Dartmouth College. Er studierte die Rechtswissenschaften, wurde 1832 in die Anwaltskammer aufgenommen und praktizierte als Jurist in Barnstead. 1834 kehrte er in seine Heimatstadt zurück.
1837 wurde Norris erstmals politisch aktiv. Er wurde ins Repräsentantenhaus von New Hampshire gewählt, dem er bis 1840 angehörte. 1842 verbrachte er dort eine weitere Sitzungsperiode. Von 1841 bis 1842 war er zudem Mitglied des Executive Council, der vollziehenden Körperschaft des Staates New Hampshire.
Am 4. März 1843 wurde Moses Norris demokratischer Abgeordneter im US-Repräsentantenhaus, wo er nach einer Wiederwahl bis zum 3. März 1847 verblieb. Von 1847 bis 1848 war er als Nachfolger von Harry Hibbard Speaker des Repräsentantenhauses von New Hampshire, ehe er in den US-Senat gewählt wurde, wo er sein Mandat am 4. März 1849 antrat. Dort war er unter anderem Vorsitzender des Committee on Claims. Kurz vor Ende seiner sechsjährigen Amtszeit starb er im Januar 1855 in Washington. Er wurde in seiner Heimatstadt Pittsfield beigesetzt.